# Костадин Филипов (писател)
Вижте пояснителната страница за други личности с името Костадин Филипов.
Костадин Тодоров Филипов е български журналист (телевизионен и радиоводещ), писател и поет.

## Биография
Филипов е роден във Велинград на 24 август 1979 г. Средното си образование завършва в ОСОУ „Св. св. Кирил и Методий“ със специалност „Икономика и мениджмънт“ в родния си град през 1997 г. Има 3 дипломи за висше образование от Пловдивския университет „Паисий Хилендарски“: за бакалавърска степен по специалността „Българска филология“ от 2001 г. и 2 магистратури по специалностите „Българистика“ и „Журналистика“ до 2002 г. Завършва курс за журналисти на фондация „Томсън Ройтерс“.
През 2004 г. се жени за Божана Филипова, от която има дъщеря Елия. Двамата се развеждат през 2008 г.

## Професионална дейност

### Радиожурналистика
През 1994 г. още на 15-годишна възраст Костадин Филипов стартира свое собствено радиопредаване в радио „ЧЛК“ в родния си град. Там работи до 1997 г. През същата година, вече навършил 18 години, започва професионалната си журналистическа кариера като водещ и редактор на новините в Обединени радиостанции Канал КОМ в Пловдив.

### Телевизионна журналистика
През септември 1999 г. става лице на телевизия Евроком България. Водещ и продуцент е на новините на телевизионния канал до 2003 г. От април 2003 г. се присъединява към журналистическия екип на Нова телевизия. Репортер и водещ е в новинарската емисия „Календар“. В Нова телевизия остава до ноември 2011 г., където работи и като продуцент на „Новините на Нова“ и на „Темата на Нова“. От 2011 г. професионалният му път следва в новините на TV7. В същата медия е водещ и редактор на публицистичното предаване „Дневен ред“, както и сутрешния блок на телевизията „Добро утро, България“. Водещ е на централните новини по TV7 до 2015 г. През 2016 г. е редактор на "Фермата", след което влиза в екипа на "Преди обед" по бТВ отново като редактор. В предаването е и автор на поредицата "Разкажи ми песен", в която всеки петък представя историите на вечните български хитове. От 30 април 2022 г. е водещ на централните новини на БНТ "По света и у нас" само в събота и неделя.

### Интернет медии
През януари 2015 г. се включва като автор и редактор в онлайн изданието ДЕЛО.БГ (delo.bg), където публикува свои статии и новинарски материали.

### Творчество
През април 2019 г. Филипов издава дебютната си стихосбирка "На дъх от лятото" на ИК "Персей", в която са включени 48 стихотворения. По 2 стихотворения от тях са създадени песни - "И", изпълнена от Орлин Горанов, по музика на Светослав Лобошки, и "Не помня", в изпълнение на Николай Урумов, по музика на Момчил Колев.
През ноември 2021 г. излиза първата му книга с проза – сборникът "Ангела и Джема" с новели с неочакван край.